# Krithe (Austrokrithe) magna
Krithe (Austrokrithe) magna is een mosselkreeftjessoort uit de familie van de Krithidae. De wetenschappelijke naam van de soort is voor het eerst geldig gepubliceerd in 1986 door Hartmann.